# Bahnhof Fellbach
Der Bahnhof Fellbach liegt am Streckenkilometer 6,2 der Bahnstrecke Stuttgart-Bad Cannstatt–Nördlingen und ist eine Station im Netz der S-Bahn Stuttgart.
Die Station wird von 13.700 Reisenden und Besuchern täglich genutzt.

## Geschichte

### Staatsbahnzeit
Beim Bau der Remsbahn richteten die Königlich Württembergischen Staats-Eisenbahnen 1861, als einzige Station zwischen Cannstatt und Waiblingen, auf dem Schmidener Feld einen Bahnhof für Fellbach ein. Er lag seinerzeit rund eineinhalb Kilometer nördlich von Fellbach und rund eineinhalb Kilometer südlich von Schmiden, an der Gemarkungsgrenze der beiden Gemeinden. Bereits vor dem Bau der Eisenbahn zählte Fellbach knapp 3000 Einwohner und war eines der größten Dörfer des Landes.
Am 25. Juli 1861 fand die Eröffnung der Remsbahn statt. Das Empfangsgebäude ist erhalten und wird noch heute als solches genutzt. Es wurde aus hellem Sandstein errichtet und verfügt über zwei volle Geschosse und einem Kniestock. Fenster und Türen im Erdgeschoss sind mit Rundbögen versehen.
Zwischen 1862 und 1869 nutzte die neu eingerichtete Poststelle das Gebäude mit. Danach wurde sie in die Cannstatter Straße verlegt. 1864 nahm die Staatsbahn ein zweites Streckengleis zwischen Cannstatt und Fellbach in Betrieb.
Das Verkehrsaufkommen stieg kontinuierlich an, ebenso die Einwohnerzahlen von Fellbach und Schmiden, welche beide in Richtung des Bahnhofs wuchsen.

### Reichsbahnzeit
Die Deutsche Reichsbahn vergrößerte den Bahnhof zwischen 1923 und 1925. Dabei entstand für die Reisenden eine Bahnsteigunterführung.
Ende der 1920er Jahre bemühte sich die Stadt Stuttgart um die Eingemeindung Fellbachs. Am 4. Mai 1929 verlängerten die Stuttgarter Straßenbahnen ihr Liniennetz bis zur Fellbacher Lutherkirche. Damit ging für einige Pendler ein lange gehegter Wunsch in Erfüllung, da das neue Verkehrsmittel in der Ortsmitte den Weg zum Bahnhof ersparte. Dies spürte die Reichsbahn: Bei der Jahresbilanz 1928 lag die Zahl der Reisenden bei 337.868 Personen, bis 1932 sank diese Summe auf 228.417.
Im Oktober 1931 verhandelte der Gemeinderat mit einem Vertreter der Stuttgarter Stadtverwaltung. Als Bedingung für eine Eingemeindung forderten die Gemeinderäte unter anderem die Verlängerung der Straßenbahnlinie bis zum Bahnhof, die Schließung des Bahnübergangs zu Gunsten eines Durchlasses am Ende der Bahnhofstraße, sowie eine Schnellbahnverbindung Stuttgart–Fellbach.

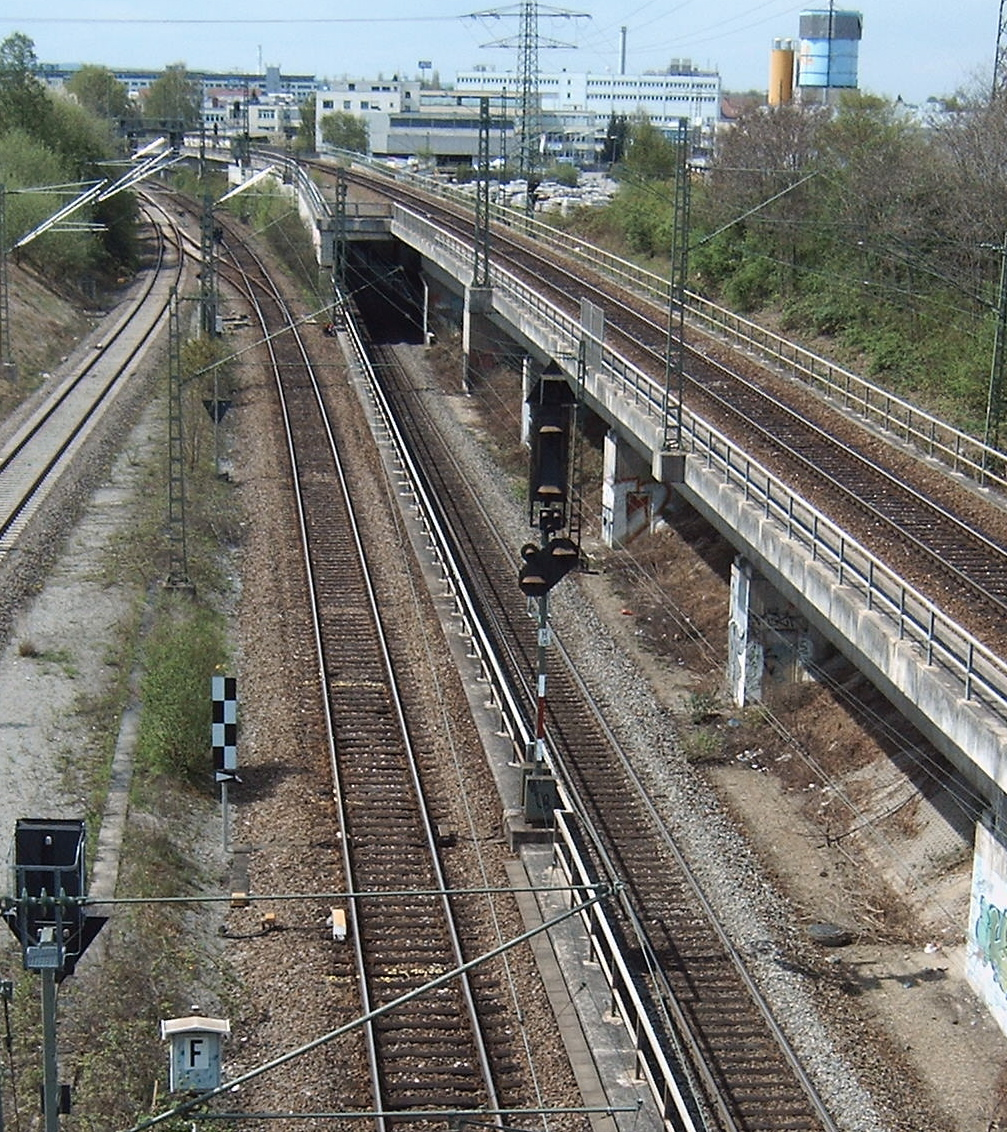
Überwerfungsbauwerk zwischen Fellbach und Waiblingen, seit 1981

Über die genannten und andere Forderungen beriet der Stuttgarter Gemeinderat und lehnte den Vertrag für die am 1. April 1932 vorgesehene Eingemeindung am 8. März 1932 ab. Fellbach blieb selbständig und bekam – inzwischen über 11.000 Einwohner zählend – als bis dahin „größtes Dorf Württembergs“, am 29. Oktober 1933 das Stadtrecht verliehen.

### Bundesbahnzeit
Am 2. Oktober 1949 elektrifizierte die Deutsche Bundesbahn den Streckenabschnitt Bad Cannstatt–Waiblingen. Damit begann der elektrische Vorortverkehr zwischen Stuttgart und Waiblingen. Ab 1959 gehörte auch das Warten am Bahnübergang der Bahnhofstraße der Vergangenheit an, als eine Unterführung fertiggestellt wurde.
Am 1. Januar 1973 wurde Schmiden eingemeindet, nachdem Fellbach und Schmiden über Jahrzehnte hinweg auf Höhe des Bahnhofs zusammengewachsen waren.
Zwischen den Jahren 1979 und 1981 erfuhr der Bahnhof im Zuge der Ausbaumaßnahmen für die S-Bahn umfangreiche Spurplanänderungen, so wurde die Strecke zwischen Waiblingen und Bad Cannstatt viergleisig ausgebaut. Am östlichen Bahnhofskopf wurde eine Weichenverbindung und weiter Richtung Waiblingen ein Überwerfungsbauwerk gebaut, um aus der von Bad Cannstatt kommenden, im Richtungsbetrieb betriebenen Strecke die Murrbahn im Linienbetrieb auszufädeln.
Der Ausbau der Station und der anschließenden Streckenabschnitte war Teil des 2. Ausführungsvertrags zur S-Bahn Stuttgart, der 1975 geschlossen worden war.

## Bahnbetrieb
Der Bahnhof wird von den Linien S2 und S3 der S-Bahn Stuttgart bedient. Auf Gleis 1, am Hausbahnsteig, halten die S-Bahnen Richtung Waiblingen. Gleis 2 wird von durchfahrenden Zügen Richtung Waiblingen genutzt und hat keinen Bahnsteig. Auf Gleis 3 halten keine planmäßigen Züge mehr, das Gleis dient den durchfahrenden Zügen in westliche Richtung. Auf Gleis 4 halten die S-Bahnen Richtung Bad Cannstatt. Das bahnsteiglose Gleis 5 dient Zügen Richtung Bad Cannstatt als Überholgleis.
Der Bahnhof Fellbach ist der Preisklasse 3 zugeordnet. Er verfügt über ein Relaisstellwerk vom Typ DrS60 und wird heute von Waiblingen aus ferngestellt.

### S-Bahn
| Linie | Strecke | Taktfrequenz                               |
| ----- | --- | ------------------------------------------ |
| S 2   | Schorndorf – Endersbach – Waiblingen – Fellbach – Nürnberger Straße – Bad Cannstatt – Hauptbahnhof – Stadtmitte – Schwabstraße – Vaihingen – Rohr – Flughafen/Messe – Filderstadt (Verstärkerzüge im Berufsverkehr zwischen Schorndorf und Vaihingen.) | 30-Minuten-Takt 15-Minuten-Takt in der HVZ |
| S 3   | Backnang – Winnenden – Waiblingen – Fellbach – Bad Cannstatt – Hauptbahnhof – Vaihingen – Rohr – Flughafen/Messe (Verstärkerzüge im Berufsverkehr zwischen Backnang und Vaihingen.)                                                                    | 30-Minuten-Takt 15-Minuten-Takt in der HVZ |

## Modernisierung
Ende 2015 begannen Bauarbeiten, um den Bahnhof zu modernisieren. Außerdem entstand 2020 ein Fahrradparkhaus ("Bike-Tower") und ein neuer Fahrradweg wird auf der Straße am Bahnhof ausgewiesen.